# Остромир
Остромир (в крещении Иосиф) — новгородский посадник в 1054—1057 годах, полководец и государственный деятель Древней Руси.
Остромир был родственником, свойственником («близоком») киевского князя Изяслава Ярославича и по сути его соправителем, начальствуя над столь значительной территорией Древней Руси, какой была Новгородская земля.
О том, в каких родственных отношениях Остромир состоял с правящими князьями, нет единого мнения. С XIX века распространена точка зрения, что он был внуком Добрыни, сыном Константина Добрынича и отцом Вышаты. Также существует гипотеза, что его супруга Феофана происходила из семьи Ярослава Мудрого. Однако, по скудости сохранившихся источников, каждая гипотеза строится на целом ряде допущений.
В первой Софийской летописи упоминается за 1054 год о «посажении» Остромира князем Изяславом в Новгороде и о его гибели в войне с чудью. Однако ещё Николай Карамзин обратил внимание, по свидетельству Послесловия к Евангелию, заказанного Остромиром (Остромирово Евангелие), он был в 1057 году жив.

## Семья
По Д. Прозоровскому и Шахматову (сведения о своих предках дали авторам Начального свода Вышата и Ян Вышатич):
1. Малк Любчанин
  1. Малуша
  2. Добрыня (воевода)
    1. Константин Добрынич
      1. Остромир + Феофана
        1. Вышата
          1. Путята Вышатич
          2. Ян Вышатич + Мария
            1. преп. Варлаам

        2. Порей
        3. неизвестный по имени сын